# 프로조스트로돈
프로조스트로돈(Prozostrodon)은 트라이아스기 후기(카르니아절) 현재의 브라질에 살았던 키노돈트이다. 완모식 표본의 두개골 길이는 6.7cm로 추정되며, 전체 몸길이는 고양이와 비슷할 것으로 추정된다. 프로조스트로돈은 파충류와 작은 먹이를 사냥하는 육식동물이었을 것으로 추정된다.